# Iujno-Kurilsk
Iujno-Kurilsk (en rus Южно-Курильск) és un poble (un possiólok) de l'óblast de Sakhalín, a Rússia. És a l'illa de Kunaixir.